# Ammi crinitum
Ammi crinitum là một loài thực vật có hoa trong họ Hoa tán. Loài này được Guss. mô tả khoa học đầu tiên năm 1826.

## Hình ảnh

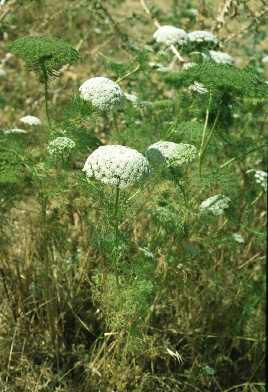